# Tower Financial Center
 Il Tower Financial Center (noto anche come TowerBank ) è un grattacielo di 57 piani ad uso commerciale di Panama.

## Caratteristiche
L'edificio segue una tendenza moderna con tecnologia avanzata, che ospita aziende nazionali e internazionali. È uno degli edifici più straordinari della città, grazie alla sua altezza impressionante e alla facciata unica con pareti nere rivestite. Alto 255 metri, è tra gli edifici più alti del paese.